# Надьревская культура

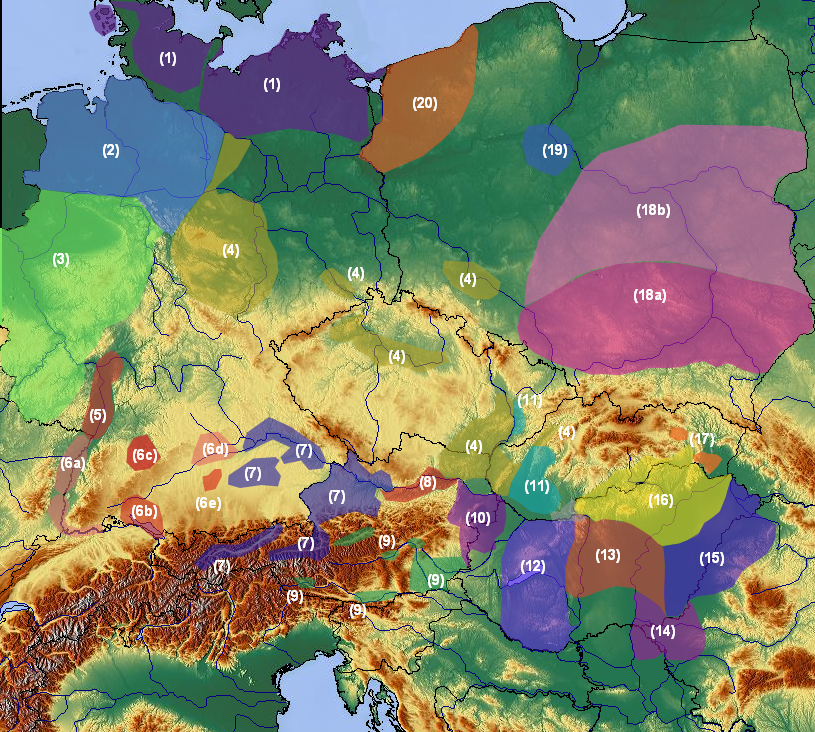
Распространение археологических культур в Центральной Европе во время стадии BA1 по хронологии Рейнеке.
(1) поздний энеолит; (2) культура колоколовидных кубков; (3) гигантские кубки; (4) унетицкая культура; (5) адлербергская культура; (6) ранняя бронза Северных Альп: (6a) группа Верхнего Рейна, (6b) группы Зинген-Некар-Рис-Лех; (7) штраубингская культура; (8) Унтервёльблингская культура; (9) ранний бронзовый век Юго-Восточных Альп; (10) визельбургская культура; (11) культура Нитра; (12) культура Кишапоштаг; (13) культура Надьрев; (14) культура Перьямош; (15) оттоманская культура; (16) хатванская культура; (17) коштянская культура; (18) мержановицкая культура: (18a) южная зона, (18b) северная зона; (19) группа Добре; (20) группа Плония (Буххольц).

Надьревская культура — археологическая культура раннего бронзового века, существовавшая на Альфёльдской низменности. Название происходит от эпонимной стоянки в деревне Надьрев (венг. Nagyrév), расположенной в округе Кунсентмартон в Венгрии.

## Происхождение
По мнению ряда исследователей, надьревская культура связана с появлением новой волны влияний с юга. Другие археологи считают такое мнение упрощённым и подчёркивают, что основанием для возникновения данной культуры должна была быть группа Мако — Косихи — Чака, что основано на многочисленных аналогах в инвентаре.
Отдельной проблемой является самая ранняя группа раннего надьревского горизонта, известная как Чепельская группа. В её случае речь идёт о появлении носителей культуры колоколовидных кубков на территории, прежде занятой носителями группы Мако-Косихи-Чака.

## Хронология и область распространения
Дающая начало ранненадьревскому горизонту группа Чепель существовала около 2300—2200/2150 гг. до н. э. (калиброванная радиоуглеродная датировка). Около 2200 г. до н. э. можно говорить о формировании надьревской культуры на территории Великой Венгерской низменности. Она существовала на фазе A1 раннего бронзового века, по классификации П. Райнеке, а исчезла в начале фазы A2. Согласно радиоуглеродной датировке, она существовала около 2200—1900 гг. до н. э.
Область распространения культуры достигала среднего бассейна Тисы и полосу земли между Тисой и Дунаем. Что касается группы Чепель, то она располагалась в поясе от колена Дуная до острова Чепель.

## Поселения и строения
К сожалению, поселения и здания надьревской культуры изучены плохо. На раннем этапе данной культуры поселения располагались по большей части в низинах на речных террасах на Великой Венгерской равнине, а также на холмистых территориях Задунавья. На стадии кульминации данной культуры её население обитало на теллях (Надьрев, Тосег, Мале-Косихи).
Жилища имеют полуземляночный характер, однако трудно различить собственно жилые и хозяйственные помещения.

## Погребальный обряд
Погребения данной культуры были кремационными. Доминируют погребения со слоем пепла, однако встречаются и погребения в урнах. В первом случае погребальные ямы довольно крупные, чаще всего прямоугольной формы. В могилу укладывалось большое количество сосудов, иногда до 10 штук.
В юго-западной части надьревской культуры, особенно в регионе устья р. Марош и до Тисы, появляются скелетные погребения. Это явление интерпретируется как влияние группы Питварош на указанную культуру. Также в этих местах обнаружен пример двухритуального захоронения, когда рядом с кремационным погребением был обнаружен скелет ребёнка в пифосе.

## Инвентарь
Инвентарь надьревской культуры известен главным образом по керамическим изделиям. В большинстве своём сосуды напоминают инвентарь предшествовавшей чепельской группы. Характерными являются жбаны с достаточно высокой, конической шейкой и с характерно выступающим корпусом с закруглением. Иногда в нижней части (от основания шейки) выступают группы длинных рёбер, доходящих до дна.
В регионе над Тисой встречаются жбаны с двухконусным корпусом с острым изгибом. Также встречаются типичные жбаны с S-образным профилем, со внутренней храповатой поверхностью, обработанной с помощью специальной метёлки, что в некоторой степени напоминает текстильный орнамент. Довольно невелико разнообразие форм среди мисок, а среди более крупных сосудов характерными являются амфоры, значительно отличающиеся по исполнению от предшествующей чепельской группы. Обычно эти амфоры имеют три характерных элемента: шейка, верхняя и нижняя, выразительно храповатая часть корпуса.
Из некерамических изделий известно небольшое число предметов, из которых особого внимания заслуживает спираль из бронзовой проволоки и серьга из золотой проволоки в виде небольшого круга с повторяющейся завивкой. Бронзовые изделия для данной культуры довольно редки.

## Исчезновение и влияние на возникновение других культур
Надьревская культура оказала очень сильное влияние на возникновение и развитие ряда культур раннего бронзового века, в частности, на унетицкую культуру.